# Коледната песен на семейство Флинтстоун
„Коледната песен на семейство Флинтстоун“ (на английски: A Flintstones Christmas Carol) е анимационен телевизионен филм от 1994 г., с участието на героите от поредицата „Семейство Флинтстоун“, базиран е по книгата „Коледна песен“ на Чарлс Дикенс. Продуциран е от Хана-Барбера и е озвучен с гласовете на Хенри Кордън, Джийн Вандър Пил и Франк Уелкър. Излъчен е на 21 ноември 1994 г. по (ABC).

## В България
В България филмът е издаден на видеокасета на Мулти Видео Център в края на 1996 г. Ролите се озвучават от Даринка Митова, Мария Никоевска, Васил Бъчваров и Стефан Димитриев.
През декември 2007 г. се излъчва по Нова телевизия. Дублажът е на Арс Диджитал Студио, чийто име не се споменава. Ролите се озвучават артистите Силвия Лулчева, Ралица Ковачева-Бежан, Николай Николов и Стефан Сърчаджиев-Съра.
През 2009 г. прави повторно излъчване по PRO.BG и е записан трети войсоувър дублаж на TITLE.BG, защото Николов е заместен от Кирил Ивайлов.